# Henri van Dievoet

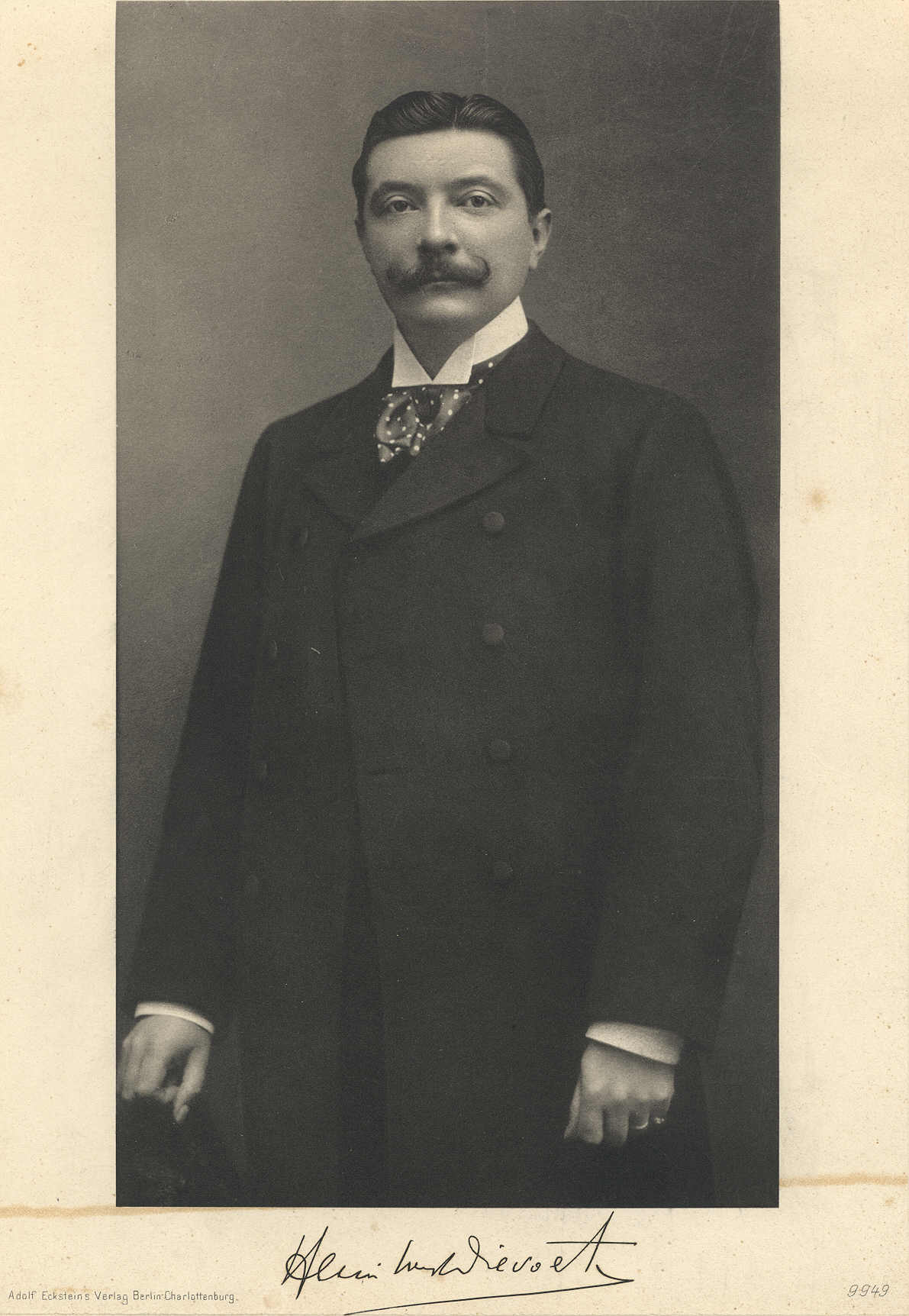
Henri van Dievoet

Henri van Dievoet (* 19. Januar 1869 in Brüssel; † 24. April 1931 ebenda) war ein belgischer Architekt.

## Leben
Van Dievoet stammt aus einer alten Brüsseler Patrizier-Familie. Einer seiner Vorfahren war der Bildhauer Peter van Dievoet. Er ist der Bruder des Jugendstil-Malers und Dekorateurs Gabriel van Dievoet. Der Architekt Joseph Poelaert war sein Großonkel. Er war mit Ernestine Eugenie Hortense Clémence Masson verheiratet.
Sein erstes Werk war im Jahr 1889 ein Haus und Atelier des Künstlers Felix Rodberg (heute Washington Straat 30 in Ixelles/Elsene). Im Jahre 1890 beteiligte er sich im Salon d’Architecture de l’Exposition des Beaux-Arts de Bruxelles, wie auch Victor Horta und Maurice Van Ysendijck. Im Jahr 1894 gewann er den Großen Preis für Architektur der Stadt Brüssel mit seinem Plan für Parlamentsgebäude im konstitutionellen Staat. Ab 1910 war er Professor an der Akademie der Schönen Künste in Brüssel. Von 1924 bis 1931 lehrte er architektonische Zeichnung und Perspektive an der Akademie der Bildenden Künste in Saint-Gilles/Sint-Gillis.

## Bauwerke (Auswahl)
- Haus und Atelier des Künstlers Felix Rodberg, Washington Straat, 1889
- Evangelische Kirche Haine-Saint-Paul-Jolimont, 1890, 1913 abgerissen im Zusammenhang mit Schäden, die kurz nach der Inbetriebnahme entdeckt wurden
- Vier Häuser an der rue General Patton 1895, stark durch Umbauten verändert
- Königliche Militärakademie, Avenue de la Renaissance, 1908, in Zusammenarbeit mit Henri Marquet
- Hotel Astoria, rue Royale, 1909.

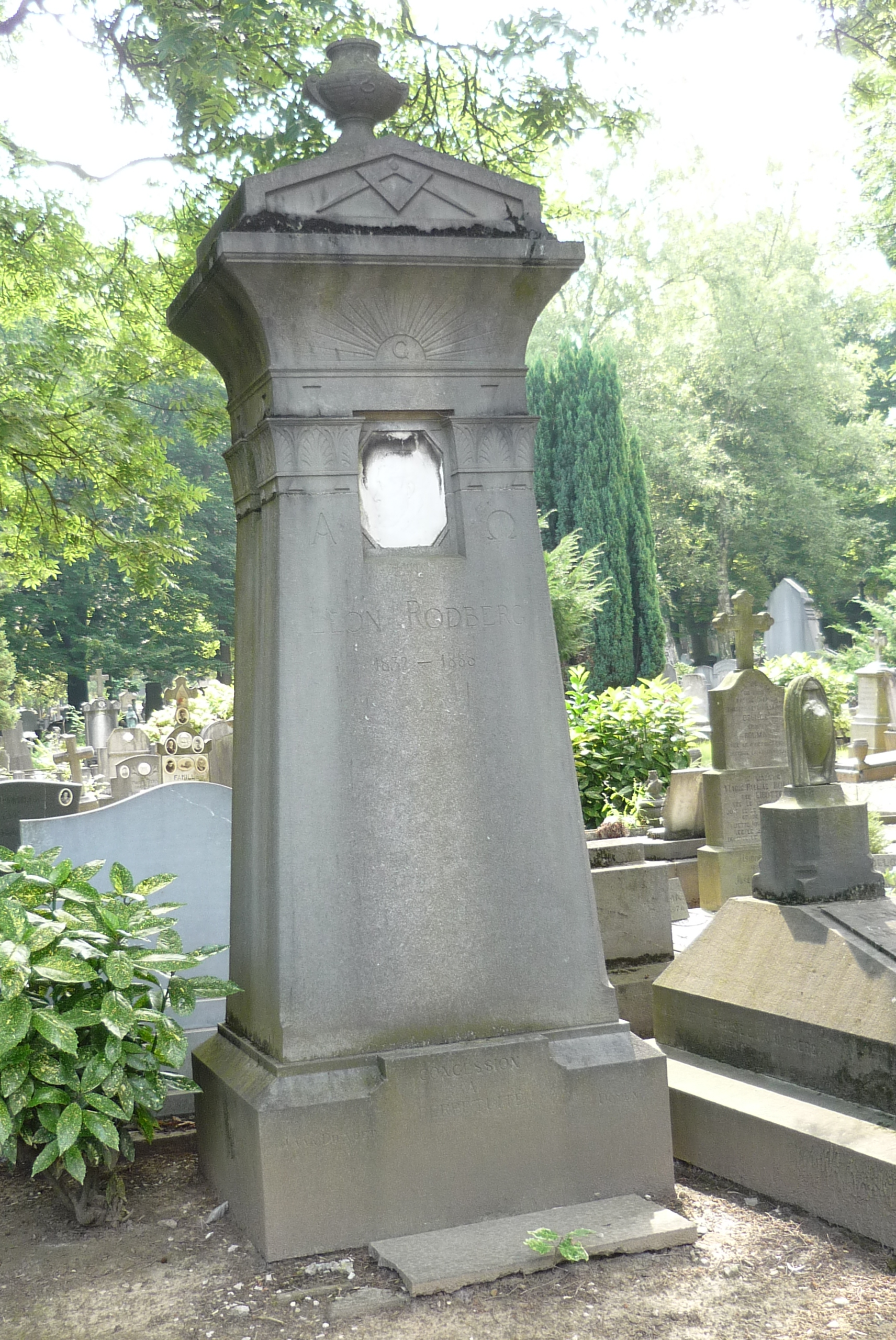
1888 – Grab des belgischen Diplomaten Léon Rodberg, Jugendstil, Friedhoff Robermont, Lüttich, Henri van Dievoet, Architekt.
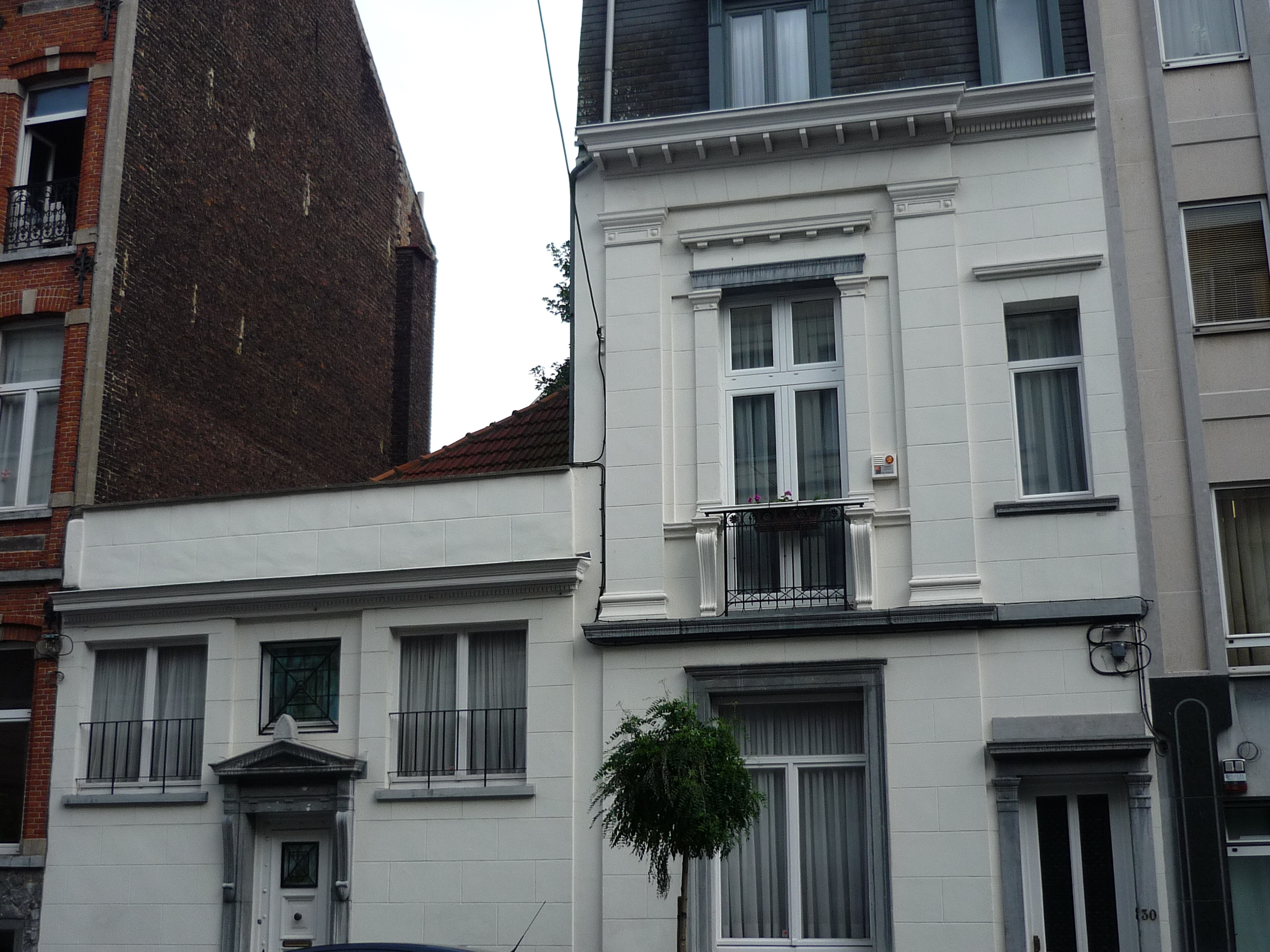
1889 – Haus und Atelier von Félix Rodberg, 30 rue Washington, Ixelles, Henri van Dievoet, Architekt.
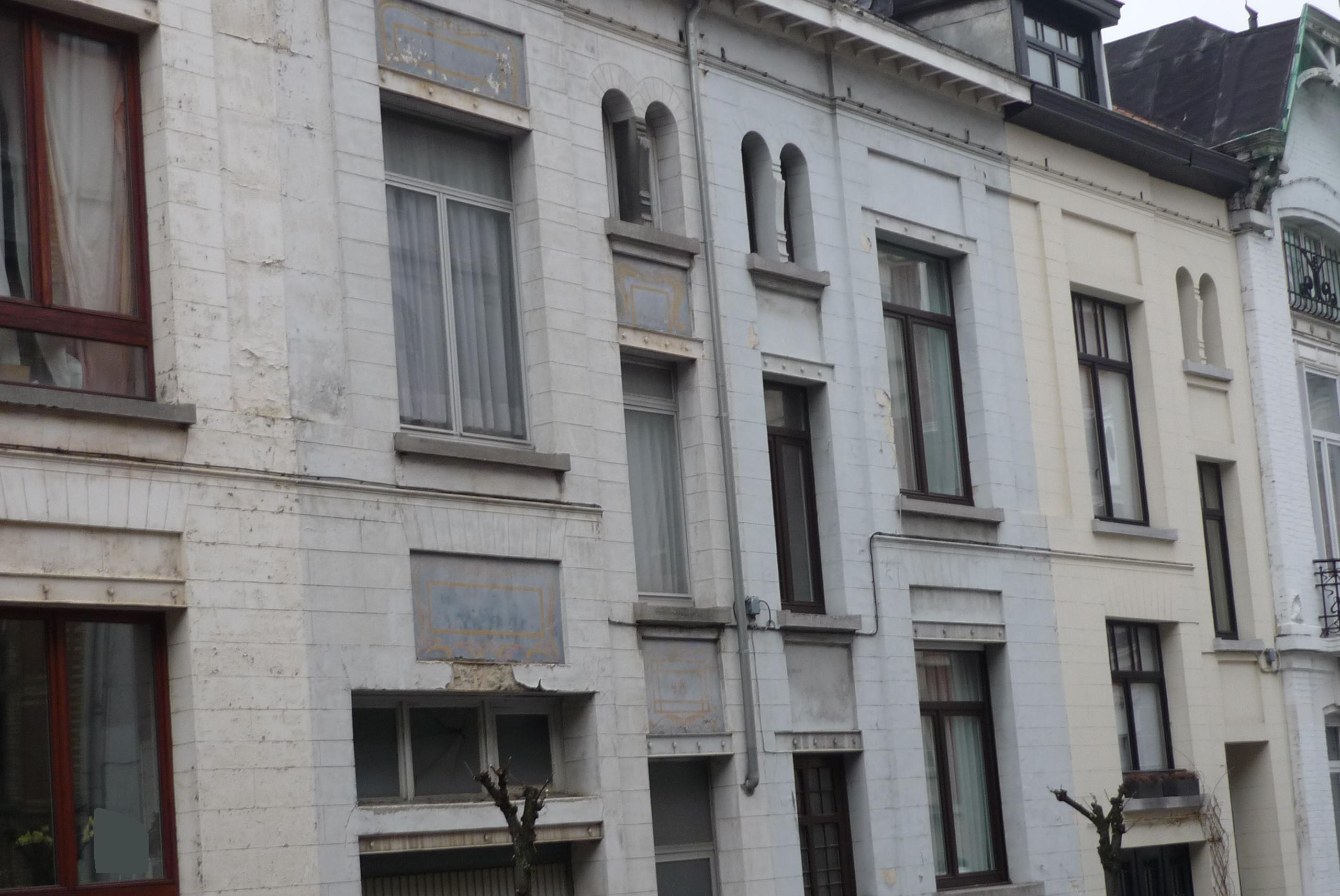
1895 – Ixelles, Brüssel, Hauser rue Patton 46 bis 52, gebaut für Frau Best, Henri van Dievoet, Architekt.
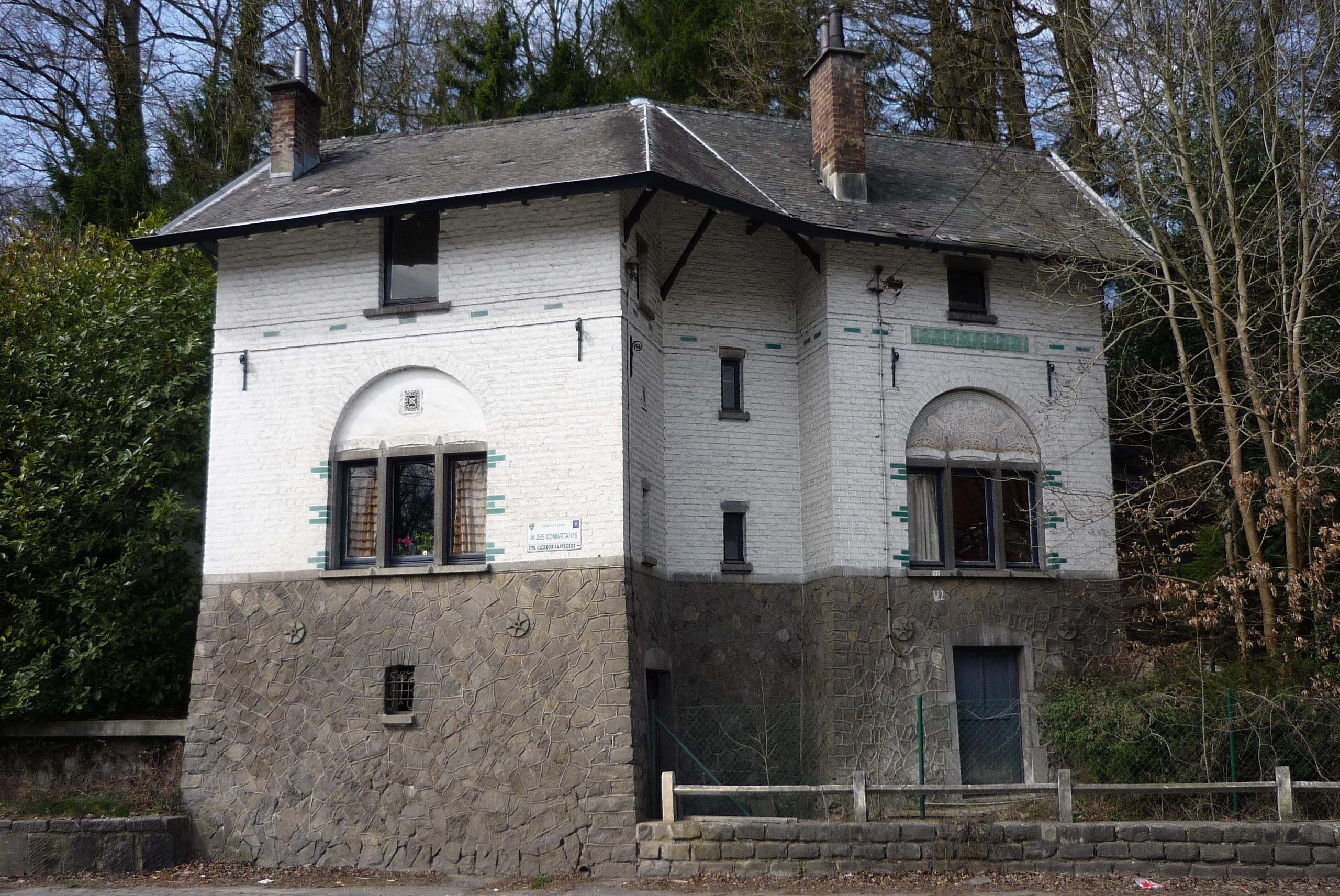
1895 – Court-Saint-Étienne, Pavillon für Hausmeister, Henri van Dievoet, Architekt.
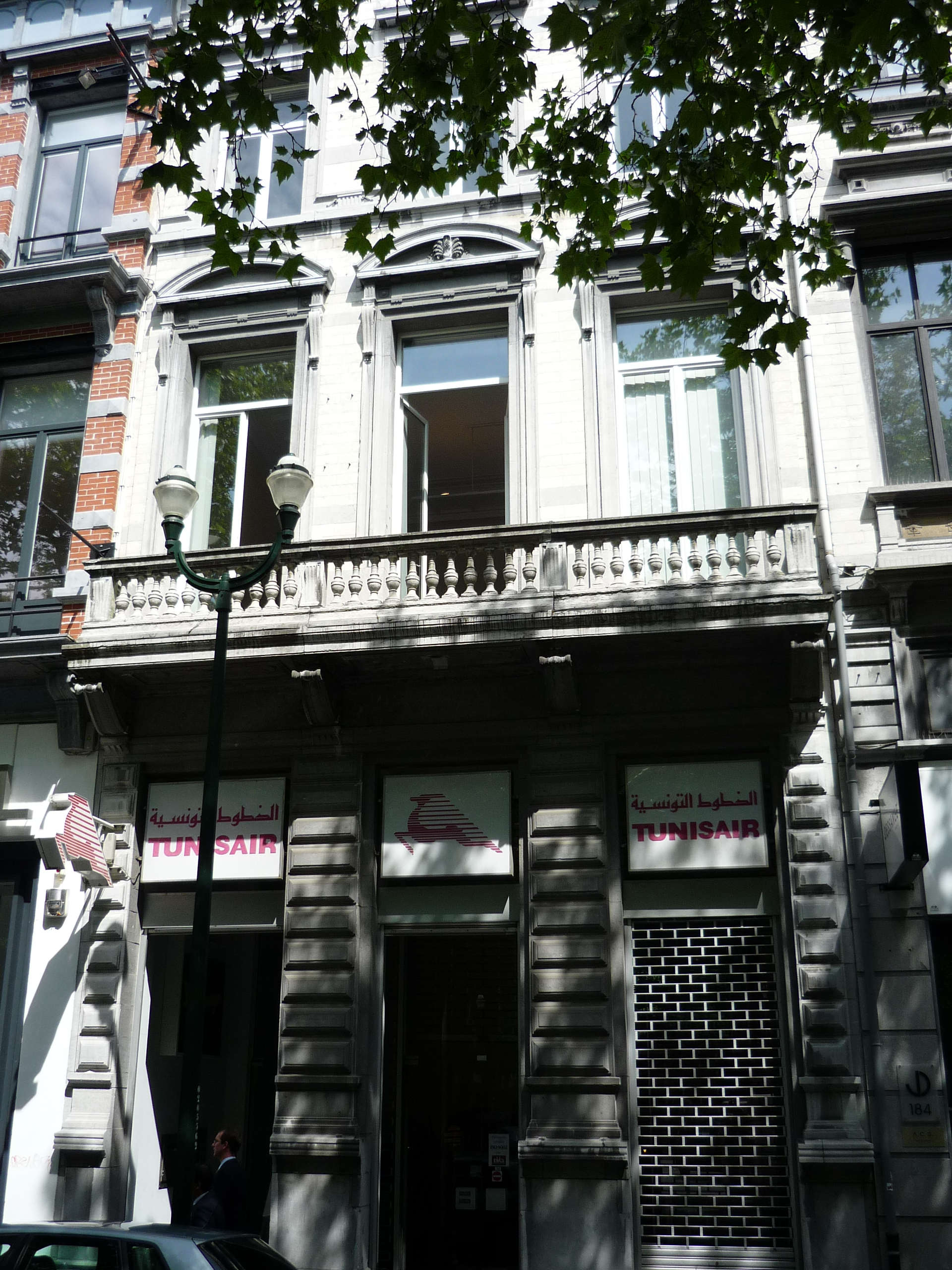
1897 – Brüssel, Avenue Louise, 182, Haus De Leeuw, Henri van Dievoet, Architekt.
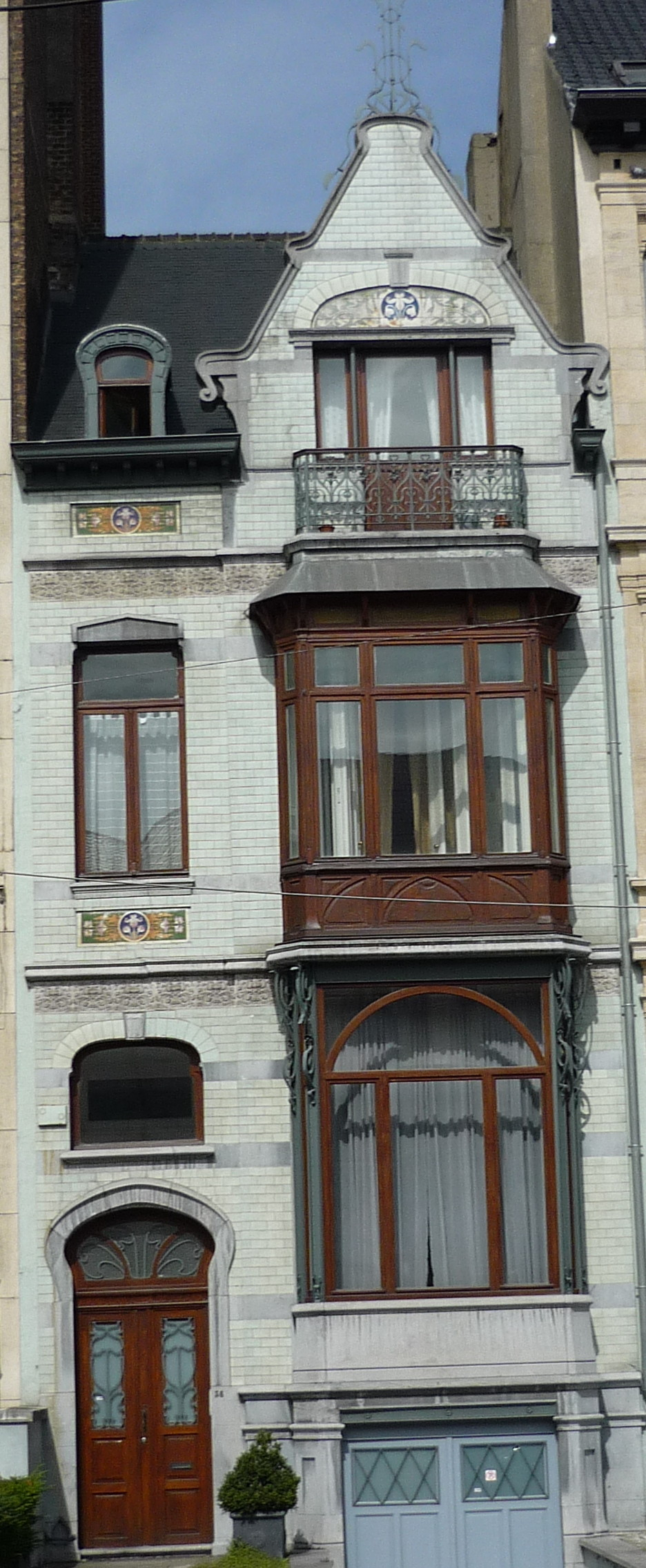
um 1900 – Jugendstil Haus, Brüssel (Etterbeek), boulevard Général Jacques, 36, Henri van Dievoet, Architekt.
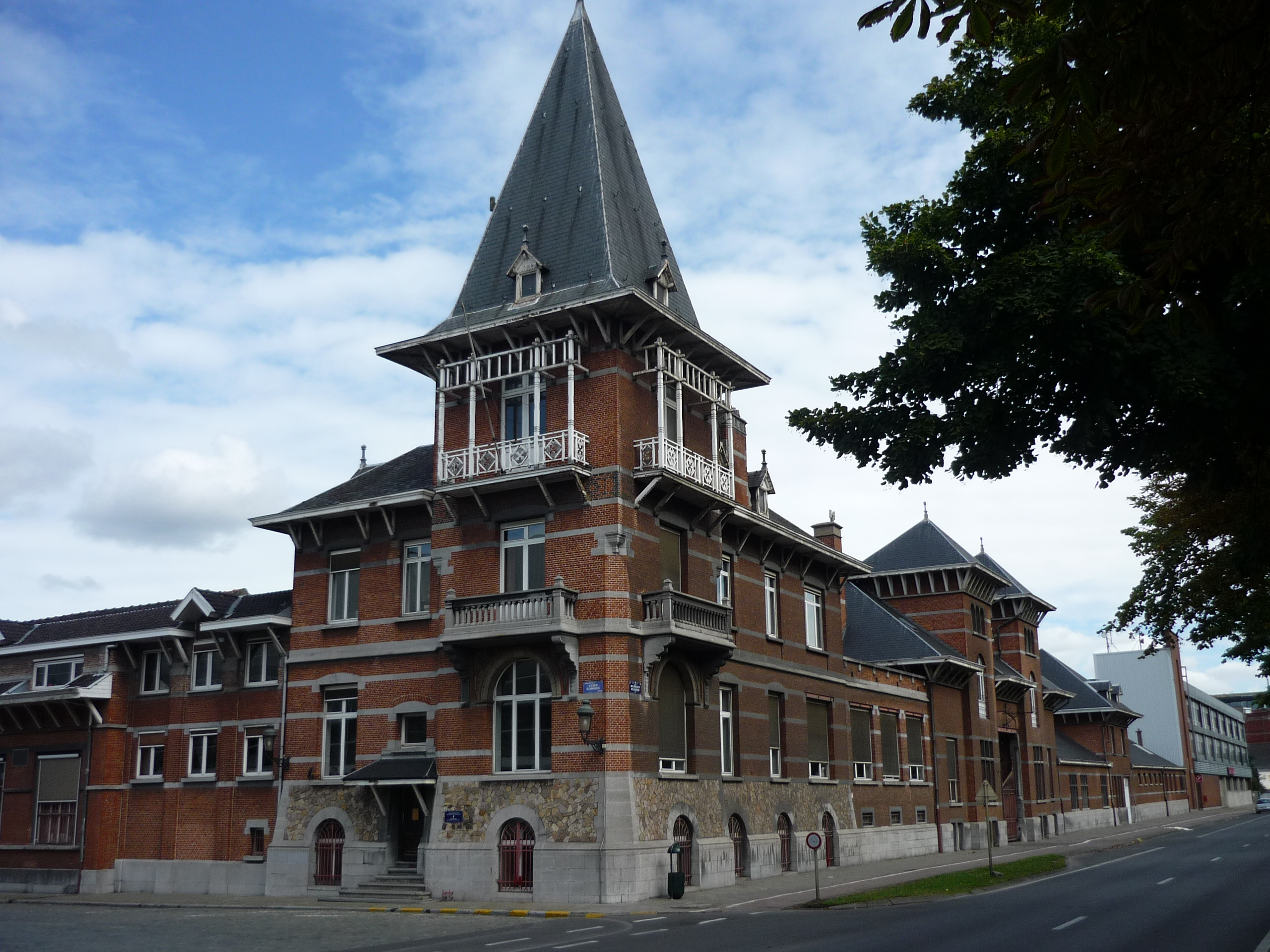
1901 – „Ferme des Boues“ zu Brüssel, Quai de Willebroeck, 22, Henri van Dievoet, Architekt, 1901.
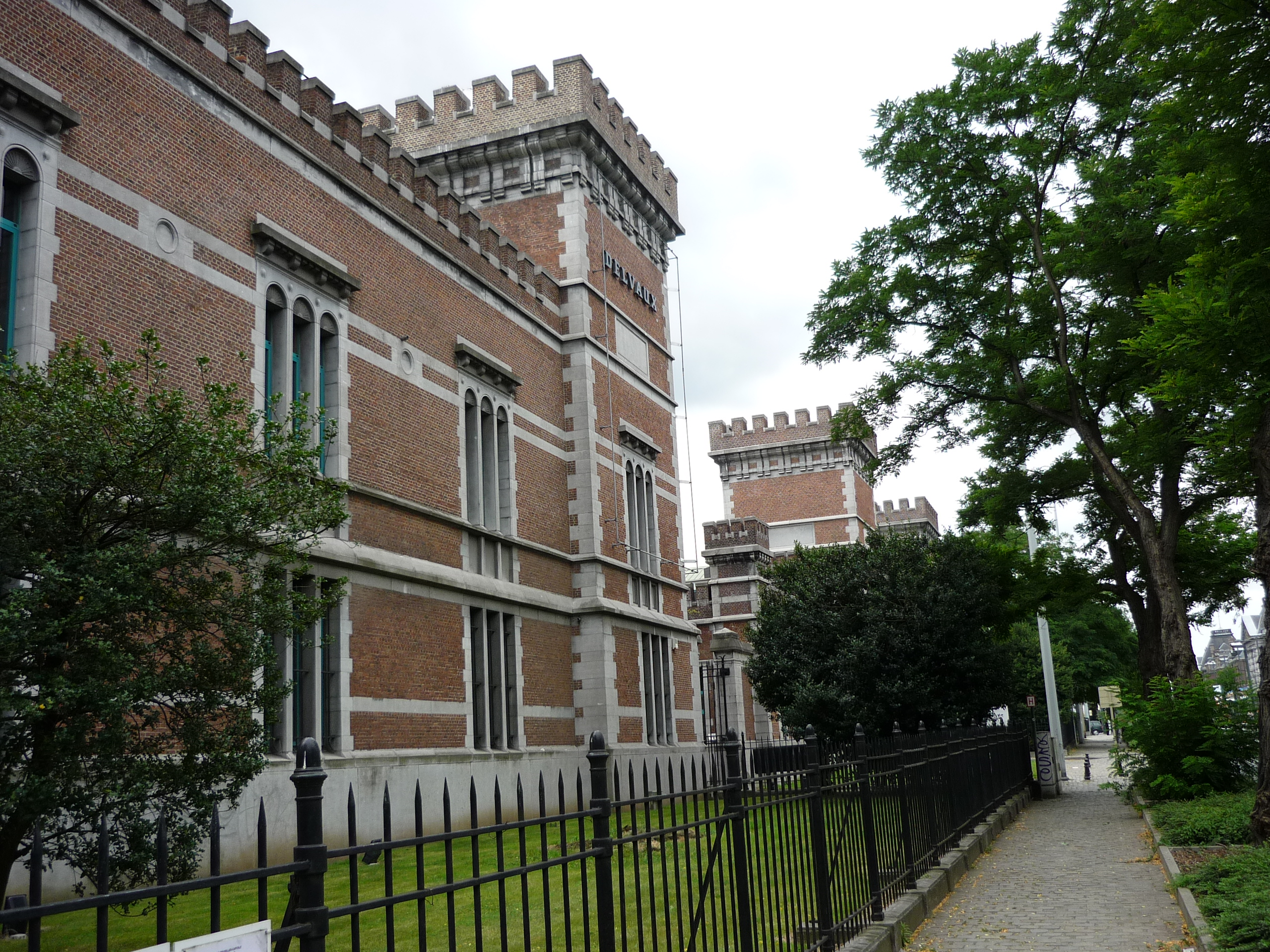
1901–1904 – „L’Arsenal du Charroi“ zu Etterbeek (Brüssel), Henri van Dievoet, Architekt.
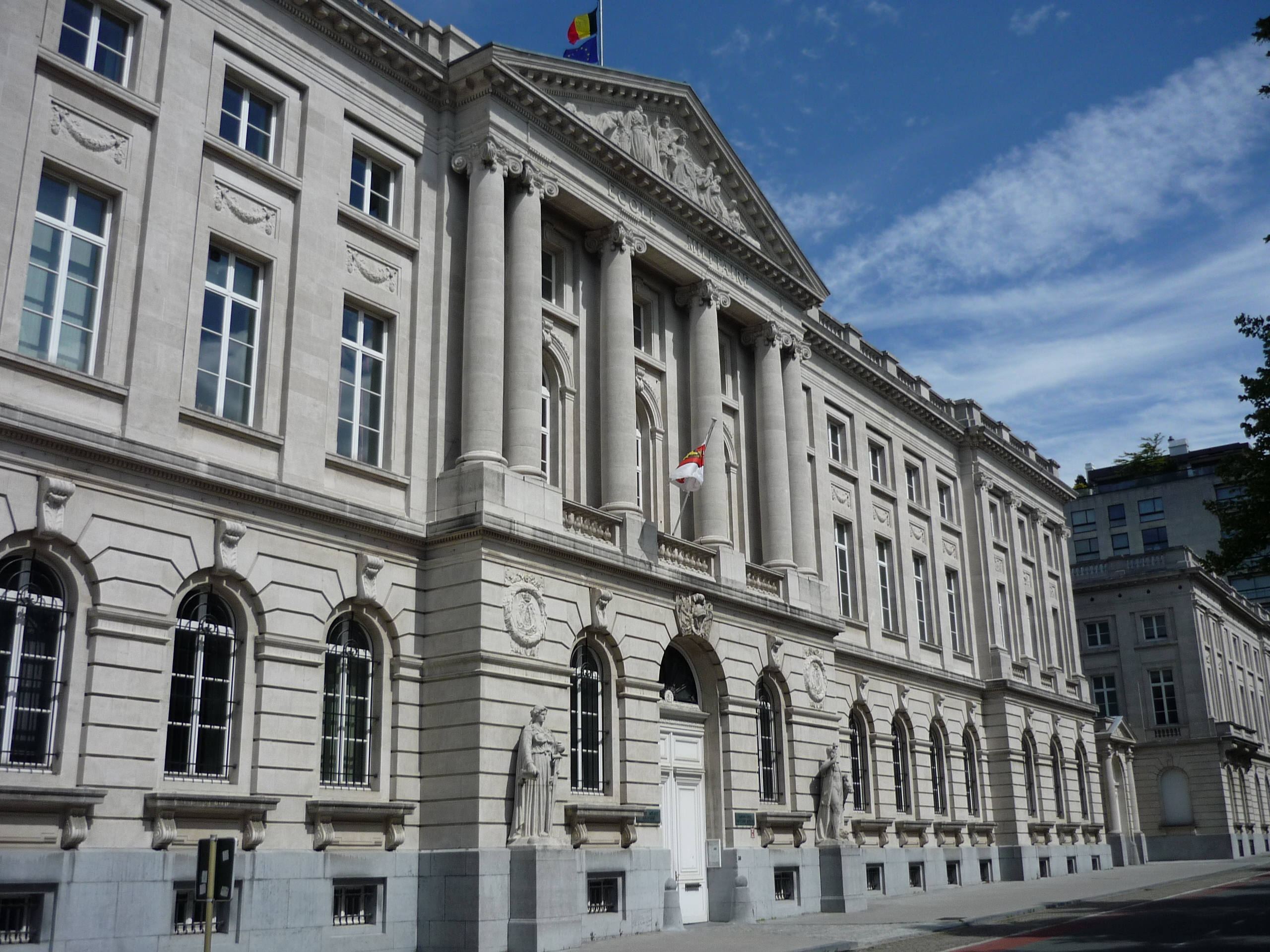
1908 – „Königliche Militärakademie“, avenue de la Renaissance, 30, Brüssel, Architekten: Henri Maquet und Henri van Dievoet.
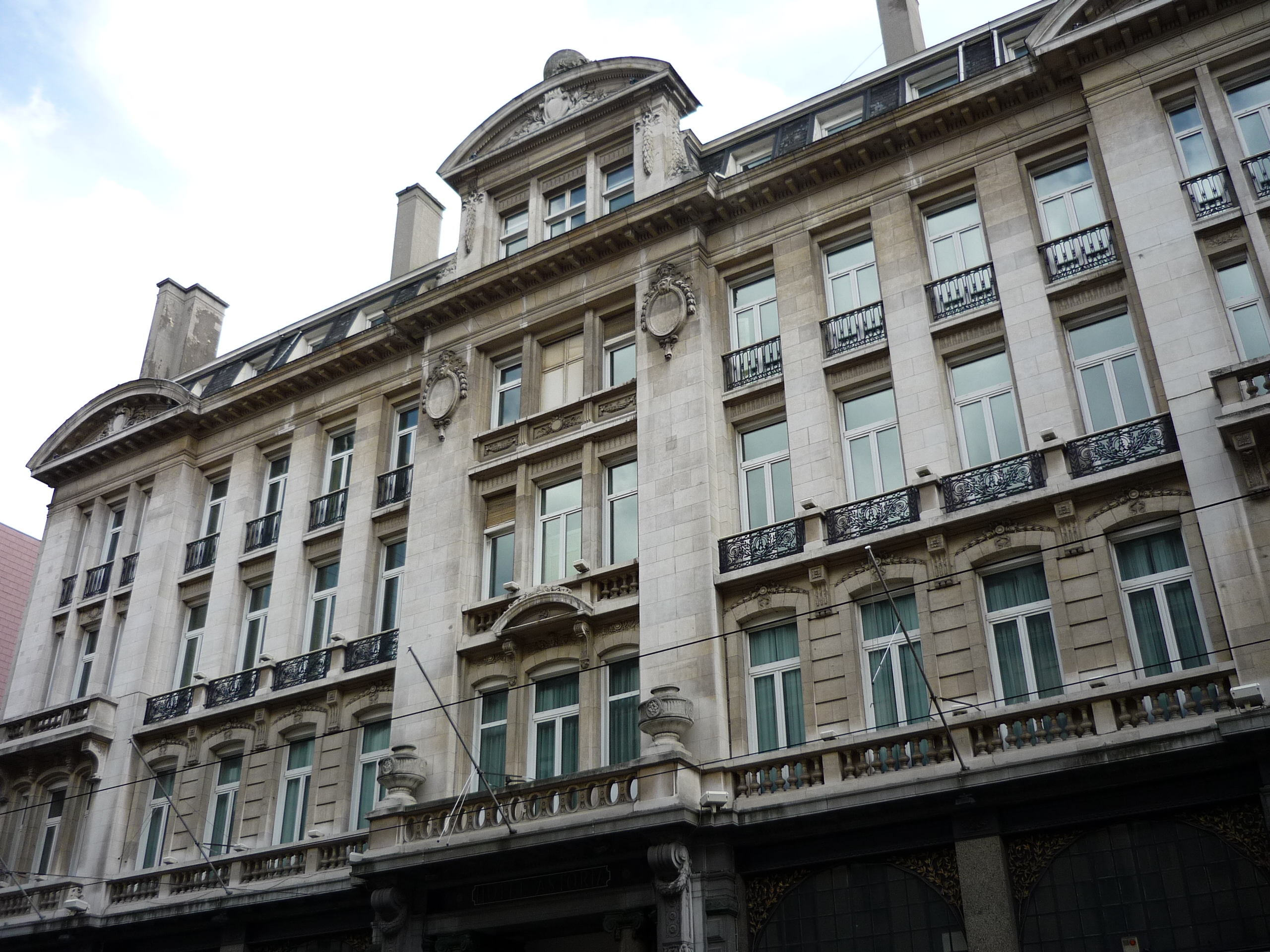
1909 – „Hotel Astoria“, Brüssel, Henri van Dievoet, Architekt, 1909.
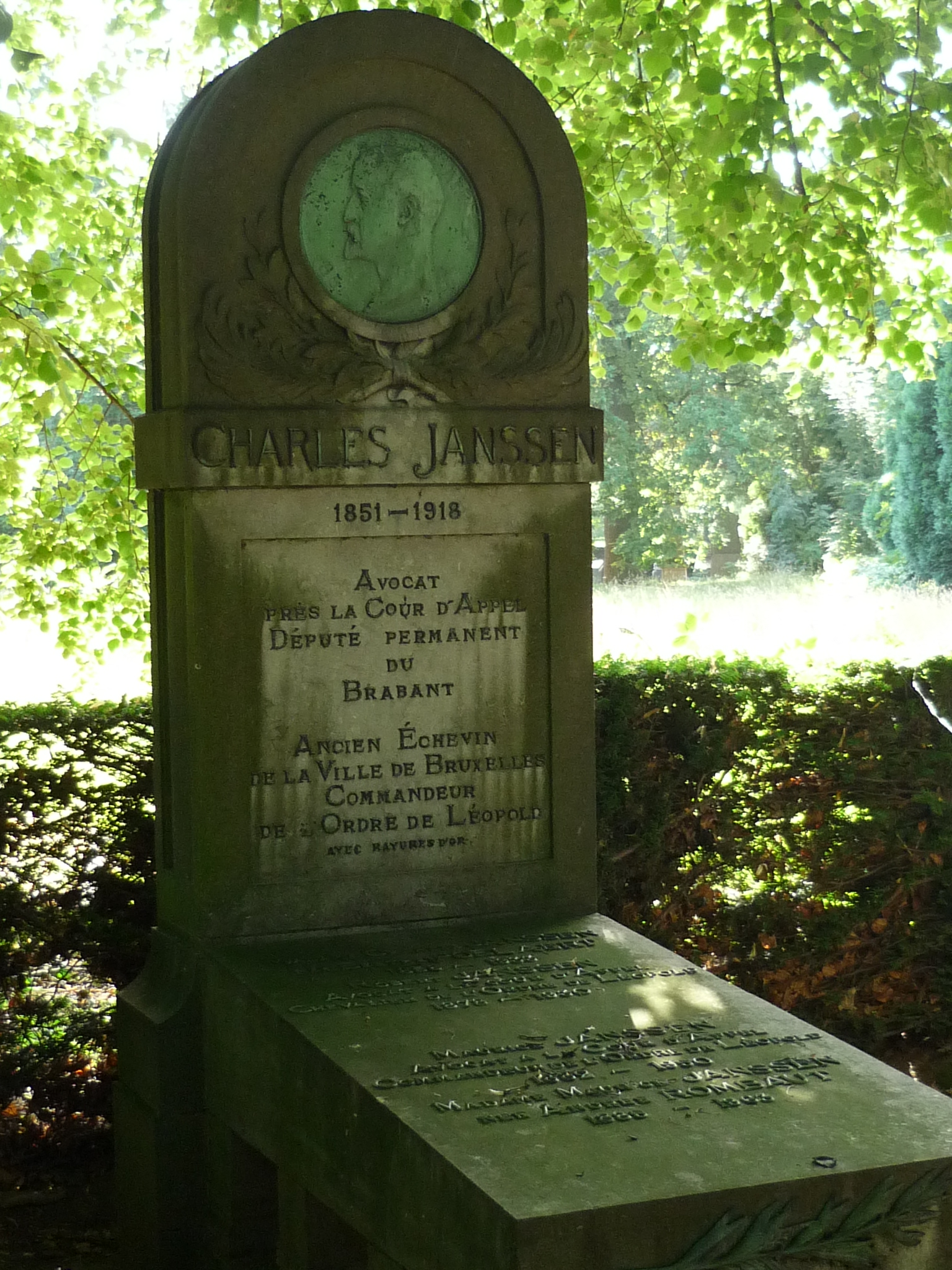
1918 – Grab von Charles Janssen-Poelaert, Schöffe von Brüssel, Henri van Dievoet, Architekt.